# 超級月亮

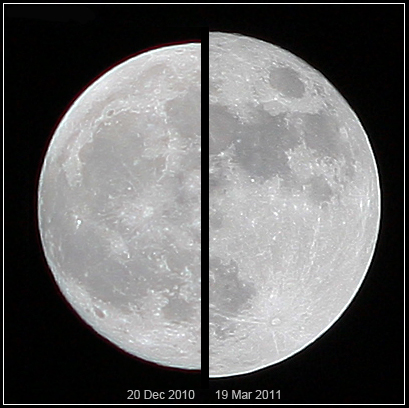
從地球上看，2010年12月20日的一般尺度的滿月（左）和2011年3月19日的超級月亮（右）的視直徑並置的比較。

超級月亮是幾乎與近地點重合的新月或滿月，即月球在其橢圓軌道最接近地球，從而導致從地球上看到的月球表觀大小比通常得略大。科技名稱為近點朔望月（指地-月-日系統中新月或滿月出現在近地點附近）。因為超級月亮一詞源自占星術，所以它沒有明確的天文學定義。
月球與海洋和地殼潮汐的真正聯繫，導致人們聲稱超級月亮現象可能與地震和火山爆發等事件的風險新增有關，但尚未發現這種聯繫。
相反的現象，遠點朔望月，即遠地點附近的新月和滿月稱為最小月亮。

## 定義
"超級月亮"一詞是由占星家理查·諾爾"在閱讀《近地點大潮在航海史上的戰略作用》和1976年由NOAA水文學家弗格斯福爾斯·伍德出版的《沿岸洪水》時使用的"  實際上，對於滿月必須出現在近地點多近才能獲得超級月亮的標籤，沒有官方的甚至是一致的定義，新月則很少獲得超級月亮的標籤。

### 諾爾
諾爾在1979年版的戴爾星象中描述了這一概念，包括滿月和新月，但從未概述他選擇90%的原因，也沒有提供確定滿月或新月是"超級"的確切公式。1979年的基本定義如下： 

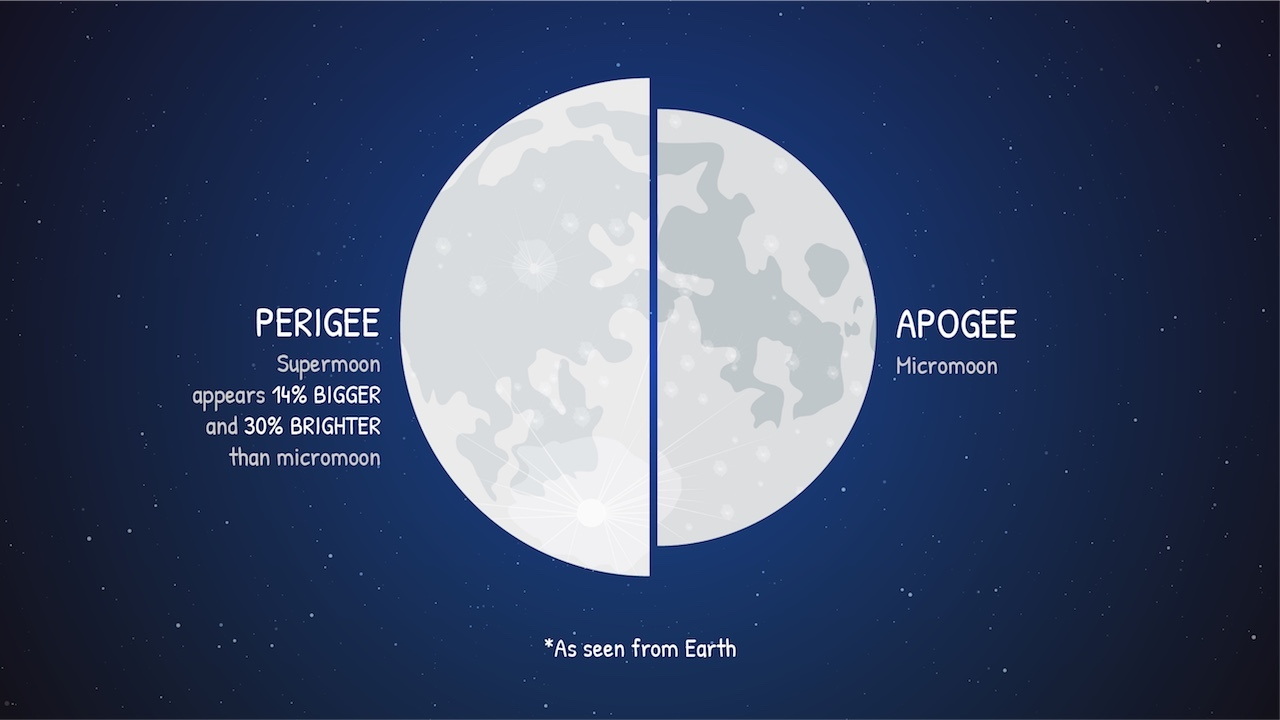
NASA的圖像顯示了最大滿月（左）和最小滿月（右）的比較。

... 新月或滿月，在給定軌道內，月球位於或接近其最接近地球的位置90%以內（近地點）。簡言之，地球、月球和太陽都在一條線上，且月球最接近地球。——理查·諾爾，戴爾星象，1979
諾爾在2000年修改了他的定義，規定給定的滿月或新月的距離應根據近地點平均距離的90%來判斷。諾爾（錯誤地）引用
超級月亮是近點朔望月（syzygy）的一個新月或滿月，當月球處於其平均最接近地球（近地點）的90%或更大時發生。——理查·諾爾，2000, 21世紀的超級月亮表
。

### 其他定義
《天空與望遠鏡》雜誌選擇的定義是223,000英里（358,884）。
TimeandDate.com則傾向於360,000（223,694英里）的定義。
EarthSky使用了諾爾的定義，並將其計算結果與諾爾在2000年發佈的表格進行比較。
同時，伍德（Wood）定義了一個較少被採用的術語“proxigee”，意指任何發生於與近地點前後相差最多10小時的滿月或新月。

### 術語
超級月亮說法始見於1979年，為占星家理查德·诺勒所定義。
...新月或滿月發生在月球位於或接近 （在90%以內） 它在軌道上最接近地球的點 （近地點）。簡單的說，就是地球、月球和太陽都在一條線上，同時月球是在最接近地球的位置——。
但是超級月亮這個名詞並未被天文學家或科學社群接受，他們依舊使用近點朔望月這個名詞。近點是月球在軌道上最接近地球的點，朔望是當日、地、月三者對齊時的滿月或新月。因此超級月亮可以被視為兩者的結合，然而，它們不是每次都能完滿的結合。

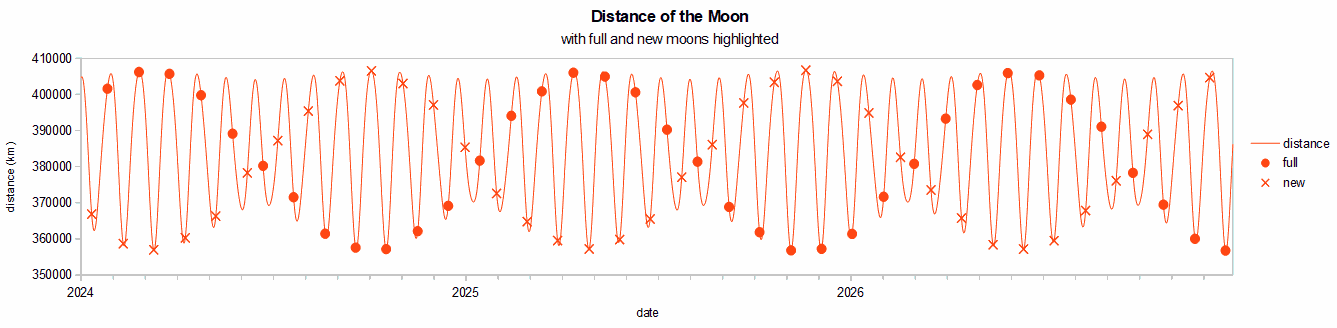
超級月亮將是最靠近圖表底部的標記點。

## 在潮汐上的效應

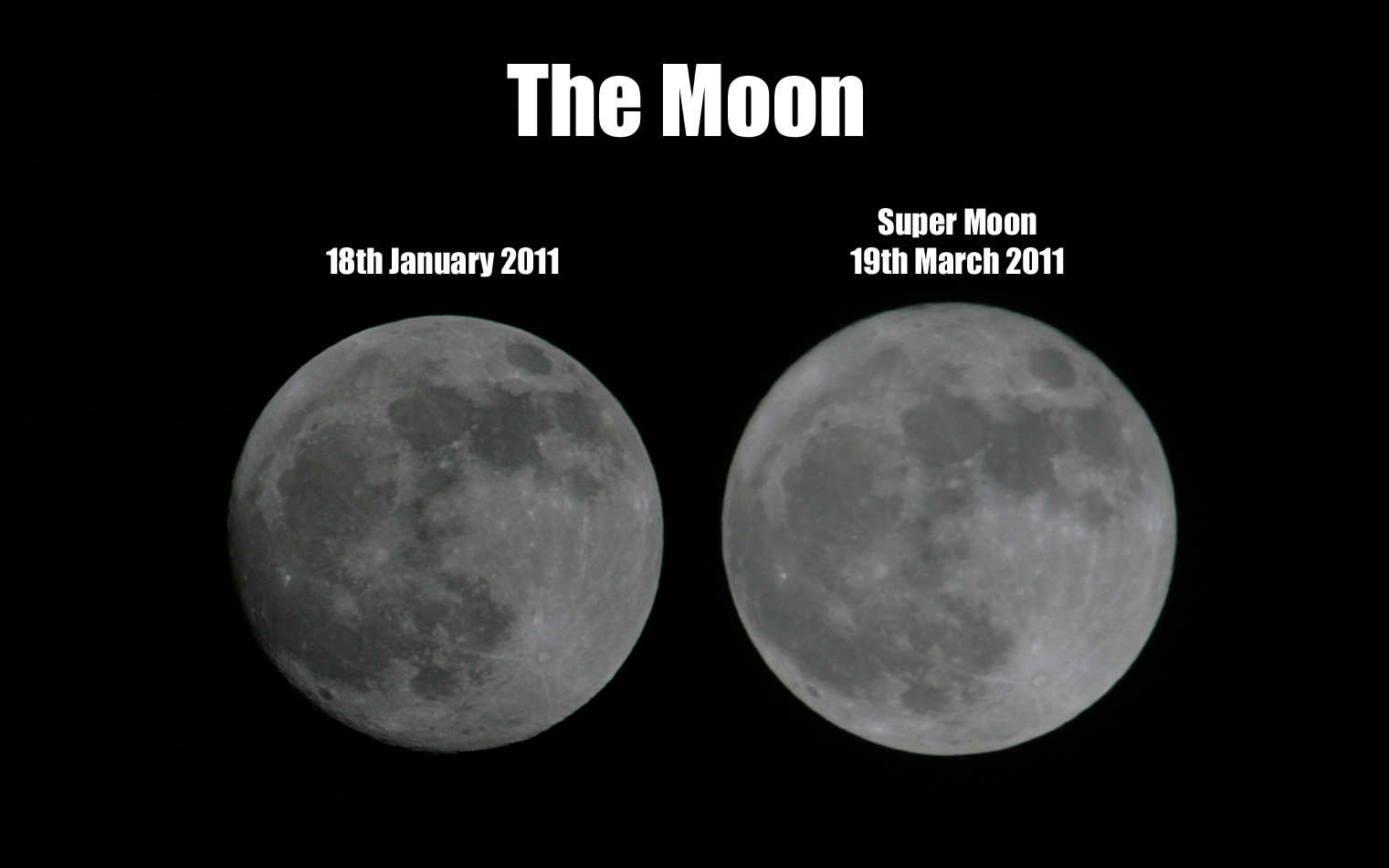
從地球上看，2011年3月19日的超級月亮超月（右）與2011年1月18日平常的月亮（左）之比較

太陽和月球對地球海洋的聯合效應是潮汐，在新月或滿月時會出現大潮。月球在近地點的潮汐力會比較強大些，造成比平均潮汐較大的漲落，但即使在最強大的時候，這股力量仍然是很微弱的。
由於潮汐力與距離的平方成反比，在最強大時也只是比平均值大18%。然而，因為實際潮汐的振幅在世界各地都不同，這不可能轉化成直接的影響。
有人認為2011年3月19日的超級月亮要為五艘船在英國索倫特擱淺的事件負責，但是沒有科學上的證據可以支持此一主張。

## 導致自然災害
有占星學家認為，超級月亮的前後三天內，地球由於受到月球引力增加的影響，最容易發生如地震和火山的自然災害影響，然此觀點不為自然科學界所接受。雖有一些研究報告指出月球與淺層活動和極低強度的地震有很微弱的關聯性，但沒有任何與大地震有關的證據。月球的潮汐會觸發地震被認為是不合理的論述，是基於缺乏鑑別地震發生時的滑動平面和已經存在的微弱斷層，由六個獨立參數所描述的張力出現在地球中的應力。任何的應力變化，無論是月球潮汐、水庫的蓄水、或由附近的大地震引起的，都會更改特定方向上的局部應力張量。無論是增強或阻礙斷層滑動所給定的變化，就能知道斷層所在的排列方向。同樣的，由月球引起的應力變化應該是箝制斷層，而不是助長它的滑動。這就是為何 Ohtake要仔細的考慮在地震中的斷層平面的排列方向和月球潮汐間的關係。
2011年東日本大震災的地震和海嘯，是從1900年至2011年間唯一規模超過8.0或更高，且發生在超級月亮出現的兩星期以內的地震。而2012年5月6日的超級月亮前後則沒有發生重大的自然災害。

## 最小月亮
最小月亮英语也称作（Micro Moon）其形成原理与超级月亮类似，通指当月球在远地点重合的新月或满月，即月球在其椭圆轨道距离地球较远。由于月球位于远地点时地月距离会相距较远，因此会导致从地球上看到的月球表观大小会比通常更为略小。

## 外部連結
- （英文）CBC News, Gallery （页面存档备份，存于） of the March 19, 2011 supermoon, viewed from across Canada
- （英文）BBC News, Gallery （页面存档备份，存于） of shared pictures